# Инукшук
Инукшук (Инуктитут: ᐃᓄᒃᓱᒃ) или Инуксуит у множини (Инуктитут: ᐃᓄᒃᓱᐃᑦ) су знамените стене које су људи правили и које су инуитски народи узимали. Ове грађевине могу бити пронађене у областима Аљаске, северне Канаде и Гренланда. Област у којима се налазе, северно од северног поларника, је највише покривена тундром.
По историји, инукшук је коришћен као обележја за путеве и оријентацију, како би помогли човеку да зна где се налази. Народ Инупиата у северној Аљасци је користио инуксуит као помоћ у чувању јелена у специјализованим областима за клање. Варирањем по висини и величини, инуксуит има своје древне гране инуитског народа.
По историјским чињеницама, најобичније врсте инукшука су прављене од камена које су биле постављане изнад камена. Најпростији тип ових структура су само усправно постављене стене. Постоје неке расправе о томе да ли су се појавиле ове стеновите грађевине биле развијене у инуитској култури пре доласка и колонизације европљана на овим просторима.
На Инукшук поинту на Бафиновом острву, налазе се више од 100 инуксуита. Ово подручје је одређено народним историјским подручјем Канаде у 1969. години.

## Етимологија
Реч инукшук долази из инуитске морфеме inuk, што значи "особа", док суфикс suk / shuk значи "замена" или "алтернатива", што значи да реч инукшук значи оно што делује у својству човека. У Нунавику и јужним деловима Бафиновог острва, инукшук се назива као инутшук. У разним нунавутским дијалектима, постоји етимолошки сродно име за инуксуит као инуксугак (у множини инуксугаит).
Торов чекић на полуострву Унгави у Квебеку, можда је исто инукшук.

## Данашње коришћење
Инукшук се и данас користи као симбол инуитске културе и традиције. На застави Нунавута, Канадској територији, налази се инукшук у центру заставе, као што се налази и у застави Нунасиавута. У Високој Школи "Инукшук" у Икалуиту је назван по тим стеновитим грађевинама.
По Гинисовом књигом рекорда, највиши Инукшук икада направљен се налази у Шомбергу у канадској територији Онтарио, висок је 11,377 метара и направљен је 2007. године.

## Галерија
- Инукшук у близини Кујуарапика у Квебеку
- Инукшук код Народне Скупштине у граду Квебеку
- Инуксуит у Националном Парку Аујуитук, на Бафиновом острву, у Нунавуту, Канади.
- Инукшук у Националном Парку Свивс код језера Осојус у Британској Колумбији
- Веома мали инукшук код Драмхелера у Алберти.